# Mosuo
27°42′35.30″N 100°47′4.04″Ø / 27.7098056°N 100.7844556°Ø
Mosuoere (kinesisk: 摩梭; pinyin: Mósuō; også skrevet Moso eller Musuo) er en mindre etnisk gruppe, der lever i provinserne Yunnan og Sichuan i Kina tæt ved grænsen til Tibet. Grupperingen omtaler ofte sig selv som Na. Gruppen udgør en befolkning på ca 40.000, de fleste af dem bor i Yongning regionen og omkring Lugu-søen, højt oppe i Himalaya
Selvom Mosuo kulturelt adskiller sig fra Nakhi, placerer den kinesiske regering dem som medlemmer af Nakhi (også kaldet Naxi) mindretallet. Deres kultur er blevet dokumenteret af de indfødte lærde Lamu Gatusa og Latami Dashi.